# Вајден ин дер Оберпфалц
Вајден ин дер Оберпфалц (њем. Weiden in der Oberpfalz) град је у њемачкој савезној држави Баварска. Посједује регионалну шифру (AGS) 9363000, NUTS (DE233) и LOCODE (DE WEI) код.

## Географски и демографски подаци
Град се налази на надморској висини од 397 метара. Површина града износи 70,5 km². У самом мјесту је, према процјени из 2010. године, живјело 42.219 становника. Просјечна густина становништва износи 599 становника/km².

## Међународна сарадња
| Мјесто           | Држава    | Врста сарадње | Од    |
| ---------------- | --------- | ------------- | ----- |
| Мачерата         | Италија   | партнерство   | 1963. |
| Иси ле Мулино    | Француска | партнерство   | 1992. |
| Вајден ам Зе     | Аустрија  | партнерство   | 1977. |
| Маријанске Лазње | Чешка     | партнерство   | 2008. |
| Извор            |           |               |       |